# Miroslav Verner
Pour les articles homonymes, voir Verner.
Miroslav Verner (né le 31 octobre 1941 à Brünn) est un égyptologue tchèque.

## Biographie
Il écrit un livre, The Pyramids, considéré comme un livre majeur de sa catégorie. Il a également écrit un article de première importance en 2001 concernant la chronologie et les règnes des rois des IVe et Ve dynasties (Ancien Empire) dans  Archiv Orientální. 
Il est le directeur du Czech Institute of Egyptology durant dix-sept ans, et dirige les fouilles tchèques sur le site d'Abousir depuis 1976.
Il travaille en association aves les universités de Vienne, de Hambourg, de Prague et l'American University in Cairo.

## Publications
- Archaeological Remarks on the 4th and 5th Dynasty Chronology, vol. 69, Archiv Orientální, 2001, p. 363-418 ;
- The Pyramids : The Mystery, Culture, and Science of Egypt's Great Monuments, Grove Press, octobre 2001, 432 p. (ISBN 0-8021-3935-3, lire en ligne) ;
- Abusir : The Realm of Osiris, American University in Cairo Press, 2003, 248 p. (ISBN 977-424-723-X, lire en ligne).